# Государственный строй Венгрии
Венгрия — парламентская республика. Законодательный орган — Национальное собрание, избираемое народом сроком на 4 года. Высшее представительство осуществляет президент (elnök), избираемый Национальным собранием сроком на 5 лет с правом одного переизбрания, осуществляет представительские функции. Исполнительный орган — Правительство Венгрии, состоящее из Премьер-министра (Miniszterelnök) и министров, назначается Национальным собранием и несёт перед ним ответственность. Орган конституционного надзора — Конституционный суд Венгрии.

## Президент
Кандидатом на пост президента Венгрии может стать каждый гражданин Венгрии, который достиг возраста в 35 лет.
При выдвижении на пост, нужно получить голоса по крайней мере 1/5 из всех членов парламента. Кандидат, который набрал большинство в 2/3 голосов парламентариев избирается президентом республики. Если ни один из кандидатов не набрал большинства голосов, проводится повторное голосование среди двух кандидатов, которые набрали большинство голосов в 1-м раунде среди остальных кандидатов. Кандидат, который набрал большинство голосов, становится президентом. Притом, вне зависимости от количества присутствующих членов парламента.
Избирается сроком на 5 лет, с правом одного переизбрания. Президент является главнокомандующим вооруженными силами Венгрии.
Президент имеет право распустить парламент, если не утвержден кандидат на пост премьер-министра, а также, если не был принят бюджет до 31 марта.

## Парламент

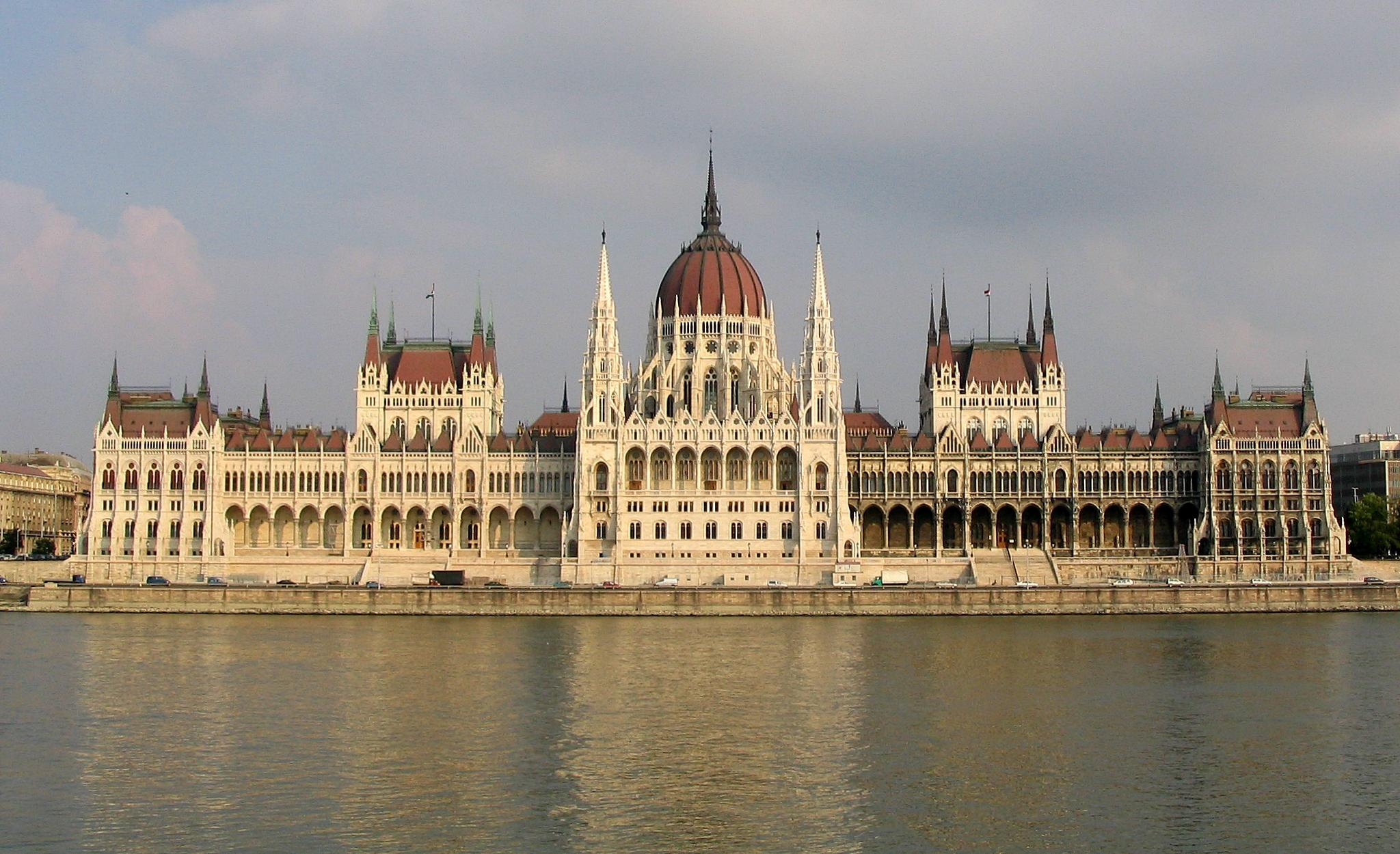
Здание парламента
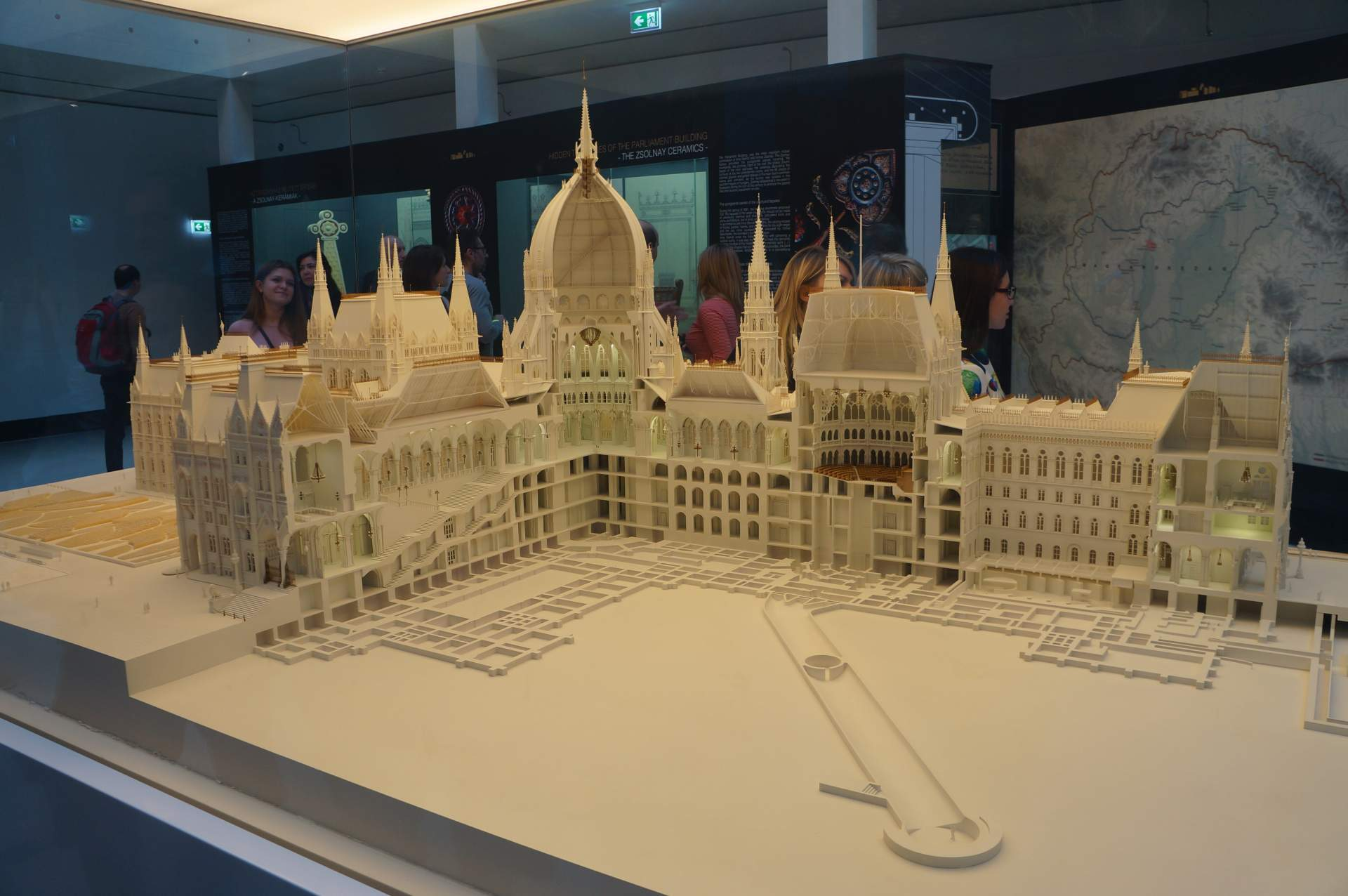
Модель здания в музее парламента

Однопалатный орган состоит из 199 депутатов (в период с 1990 по 2014 год — 386 депутатов), избранных на 4 года. Выборы членов основаны на смешанной избирательной системе, включающей выборы по одномандатным и многомандатным округам. Политическая партия или объединение, чтобы пройти в парламент должна преодолеть процентный барьер 5 % от общего числа голосов, однако это не относится к самовыдвиженцам в одномандатных округах. В Национальном Собрании 25 постоянных комитетов. Конституционный суд Венгрии имеет право оспаривать законодательство на основании конституционности. Собрание собирается в здании венгерского парламента в Будапеште с 1902 года. Парламент избирает президента, и некоторые высшие должностные посты.